# Юс (Німеччина)
Юс (нім. Ueß) — громада в Німеччині, розташована в землі Рейнланд-Пфальц. Входить до складу району Вульканайфель. Складова частина об'єднання громад Кельберг.
Площа — 1,49 км2. Населення становить 46 ос. (станом на 31 грудня 2020).